# Tony Rampton
Tony Rampton, né le 30 mai 1976 à New Plymouth, en Nouvelle-Zélande, est un ancien joueur néo-zélandais de basket-ball, évoluant au poste de pivot. 